# Cordtex
Le cordtex est un type de cordeau détonant généralement utilisé dans les mines. Il utilise un noyau explosif de tétranitrate de pentaérythritol, placé à l'intérieur d’un revêtement plastique .
Il a communément l'épaisseur de la rallonge électrique et "brûle" à la vitesse de 2 km par seconde. Il est utilisé pour relier un groupe d'explosifs ensemble.
De courtes longueurs peuvent également être utilisées comme un dispositif piège simple ou comme un dispositif d'alerte précoce.